# Granada (vulkaan)
Granada is een spleetvulkaan in het departement Granada in het zuidwesten van Nicaragua. De berg ligt op ongeveer een kilometer ten westen van de stad Granada en op zo'n vier kilometer ten westen van het Meer van Nicaragua. De vulkaan heeft een hoogte van 300 meter.